# Бухтіяров Володимир Пилипович
Володимир Пилипович Бухтіяров (1951, Кіровоград) — український журналіст, краєзнавець і письменник, автор 14 книг. Автор-упорядник двотомної «Енциклопедії Криворіжжя», член НСЖУ, завідувач історико-краєзнавчого відділу газети «Червоний гірник».

## Життєпис
Закінчив Кіровоградський педагогічний інститут за фахом — учитель англійської мови.
В 1985 приїхав у Кривий Ріг, працював у газеті «Червоний гірник».

## Твори
Є автором багатьох книг, численних публікацій в газеті «Червоний гірник». Перша публікація — у вересні 1969 в газеті «Радянський студент» Кіровоградського педінституту.
Книги Володимира Бухтіярова:
- Визволення 1943—1944 : до 55-річчя визволення Криворіжжя від німецько-фашистських загарбників. / В. П. Бухтіяров, Т. П. Воронова. — Кривий Ріг :, 1994. — 240 с. — (Бібліотечка альманаху «Саксагань»)
- …Помним: очерки о памятниках Великой Отечественной войны 1941—1945гг. на Криворожье / В. Ф. Бухтияров. — Кривой Рог: Библиотечка альманаха «Саксагань», 1994. — 128 с.: ил. К 50-летию освобождения Украины от фашистских захватчиков
- «Хлеб» металлургии: к 60-летию Криворожского коксохимического завода. Люди. События. Годы / В. Ф. Бухтияров. — Кривой Рог, 1996. — 52 с. — (Библиотечка альманаха «Саксагань»)
- Устремленность. Книга очерков к 60-летию образования Дзержинского района Кривого Рога. События. Время. Судьбы людские. Библиотечка «Саксагань», Кривой Рог, 1996, 226 стр.
- Прометеи. Документальный очерк о деятельности открытого акционерного общества «Криворожгаз». Библиотечка «Саксагань», Кривой Рог, 1997, 150 стр.
- Шурави: к 10-летию вывода советских войск из Афганистана 1989—1999 / В. Ф. Бухтияров. — Кривой Рог, 1999. — 152 с. — (Библиотечка альманаха «Саксагань»)
- Руда: документальный очерк к 40-летию Новокриворожского горно-обогатительного комбината / В. Ф. Бухтияров. — Кривой Рог, 1999. — 160 с. — (Библиотечка альманаха «Саксагань»)
- Освободители 1944—1999 / В. Ф. Бухтияров. — Кривой Рог: [б.и.], 1999. — 248 с. — (Библиотечка альманаха «Саксагань»)
- Криворожские шурави. (К 20-летию вывода советских войск с территории ДРА). Кривой Рог, 2009,168 стр.
- Трамвайних рейок моноліт: до 75-річчя пуску першої лінії криворізького трамвая / В. П. Бухтіяров. — Кривий Ріг: Видавничий дім, 2010. — 96 с.: фотогр. — ISBN 978-966-177-066-8
- Придніпровці за Піренеями / В. Бухтіяров ; під ред. Д. П. Степанюка. — Кривий Ріг: Криворізька друкарня, 2011. — 124 с. : іл. — Бібліогр.: с. 122—123. — 400х124 экз. До 75-річчя нац.-революц. війни в Іспанії 1936—1939 рр.
- Виват, шурави! Владимир Бухтияров ; под. ред. Д. П. Степанюка ; Криворіз. міська асоц. «Комсомолець Кривбасу», громад. орг. — Кривой Рог : 2012. — 95 с. : фот. — 400 экз.
- Сердцем на мятежный атом: очерки о криворожских ликвидаторах последствий аварии на ЧАЭС / Владимир Бухтияров ; под ред. А. Н. Цыбаня. — Кривой Рог : 2013. — 164 с.: ил. — 500 экз.

## Відзнаки
Володимир Пилипович нагороджений Золотою медаллю Української журналістики, Почесною відзнакою голови Дніпропетровської облради, знаками «За заслуги перед містом» 3 ст., «Серце віддаю дітям» Асоціації «Комсомолець Кривбасу», двома відзнаками українського козацтва, почесними грамотами та подяками.